# Trierer Alleenring
Der Trierer Alleenring ist ein Alleenring in der rheinland-pfälzischen kreisfreien Stadt Trier an der Mosel.
Er besteht aus der Südallee im Trierer Süden,
aus der Weimarer Allee und der Ostallee im Trierer Osten,
der Theodor-Heuss-Allee, der Nordallee, der Friedrich-Ebert-Allee und dem Schießgraben im Trierer Norden sowie
dem Katharinenufer,
dem Krahnenufer,
dem Johanniterufer und
dem St.-Barbara-Ufer im Westen.
Der Alleenring entspricht etwa dem Verlauf der mittelalterlichen Stadtmauer Trier, die eine Fläche von etwa 1,38 km² umfasste und eine Länge von etwa 4,7 km hatte.
Er liegt im Trierer Stadtbezirk Altstadt, der geringfügig größer ist und Teil des Ortsbezirkes Trier-Mitte/Gartenfeld ist.
Die Denkmalzone Grüngürtel mit Stadtbefestigung entspricht dem Trierer Alleenring, siehe dazu die Liste der Kulturdenkmäler in Trier-Mitte/Gartenfeld.

Bilder
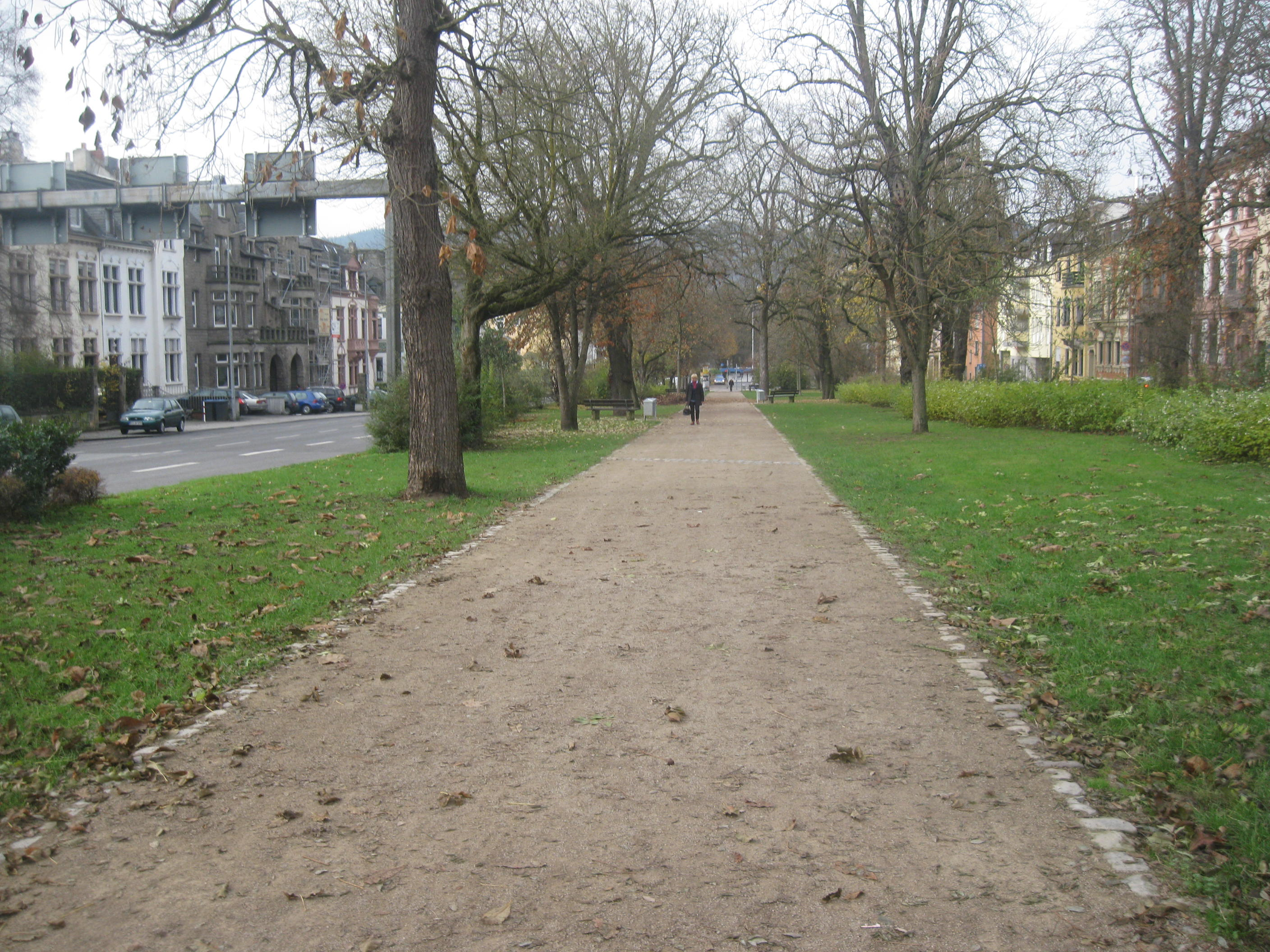
Südallee
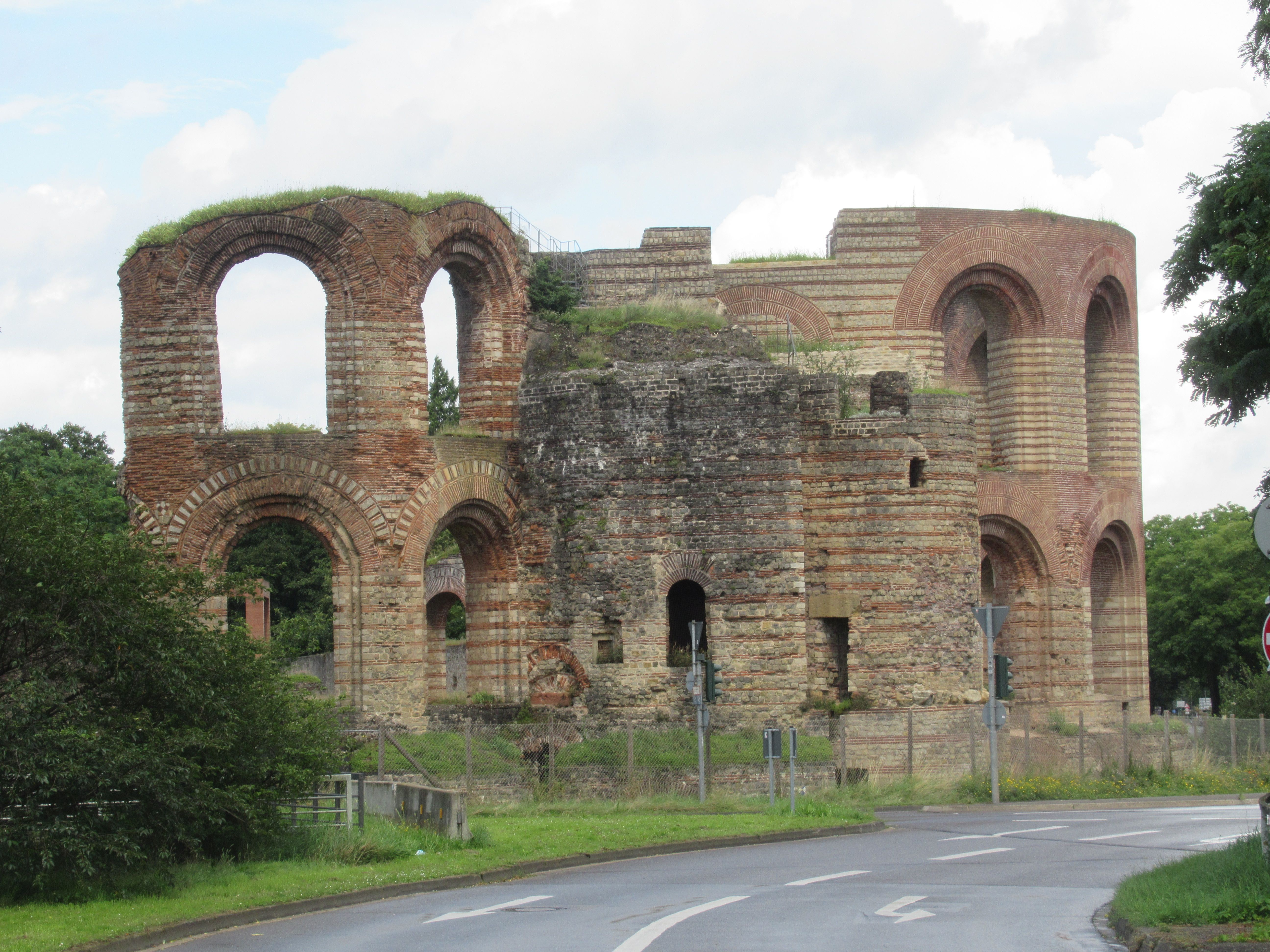
Kaiserthermen im Südosten
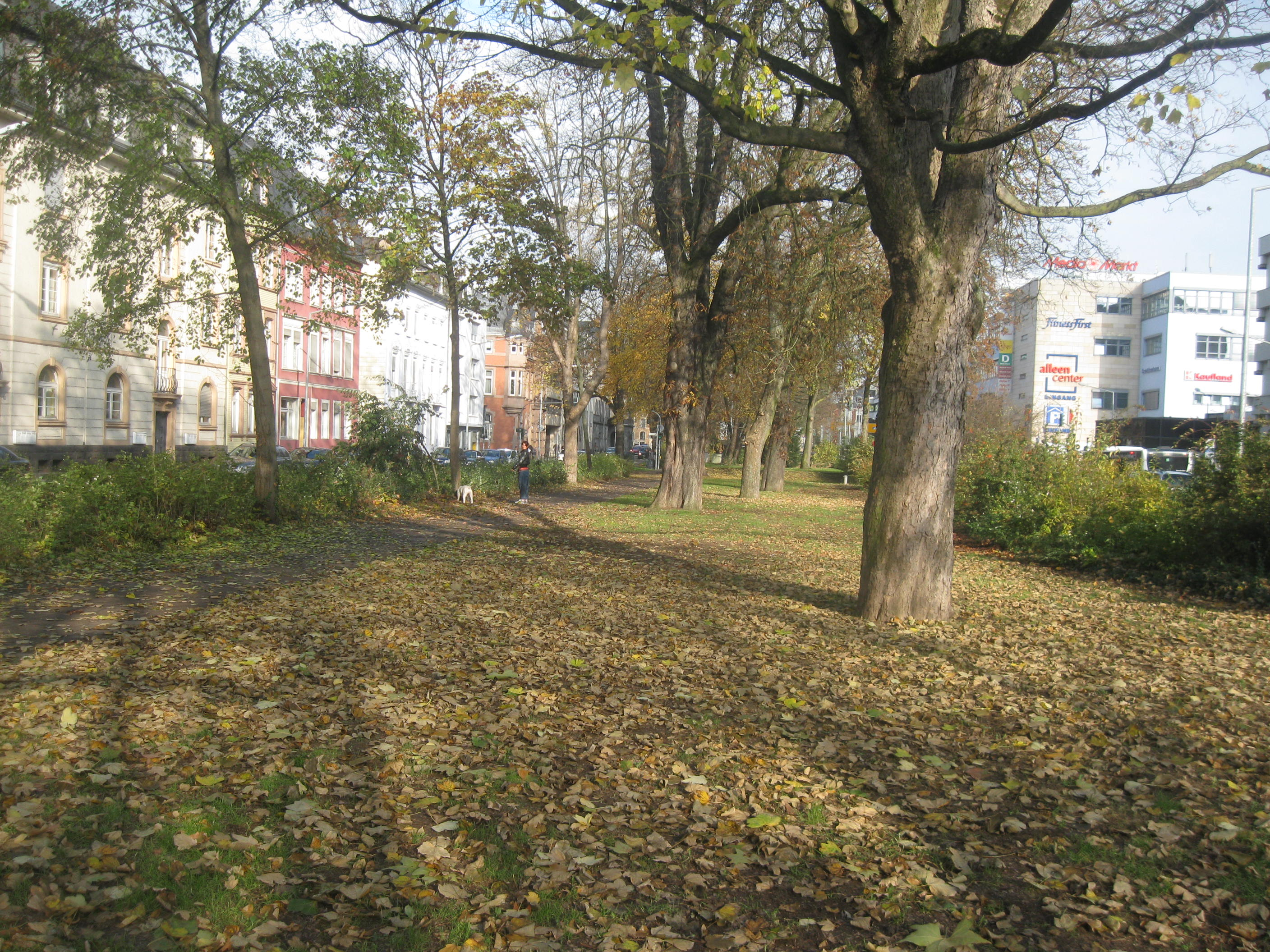
Ostallee
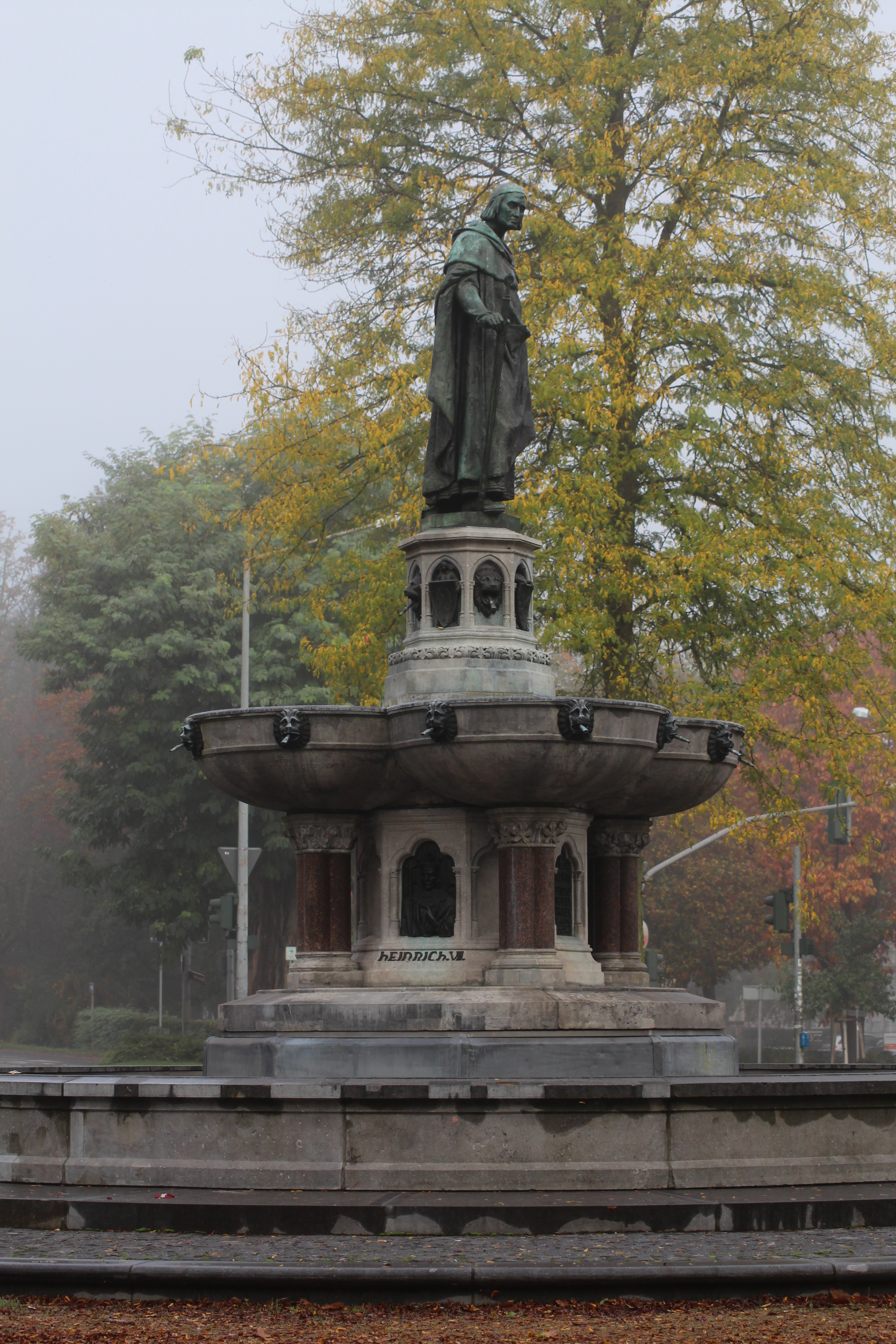
Balduinbrunnen im Nordosten
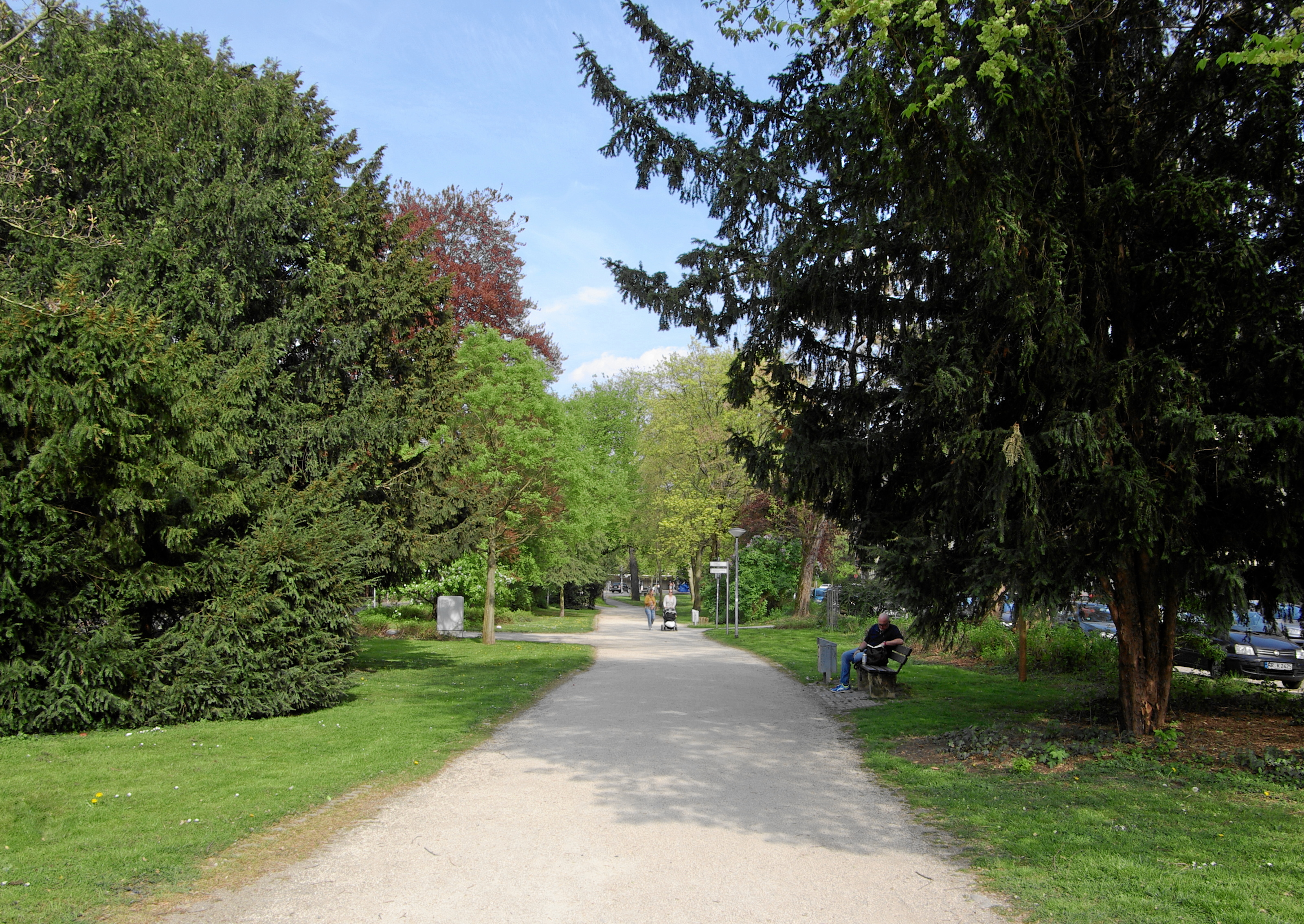
Friedrich-Ebert-Allee
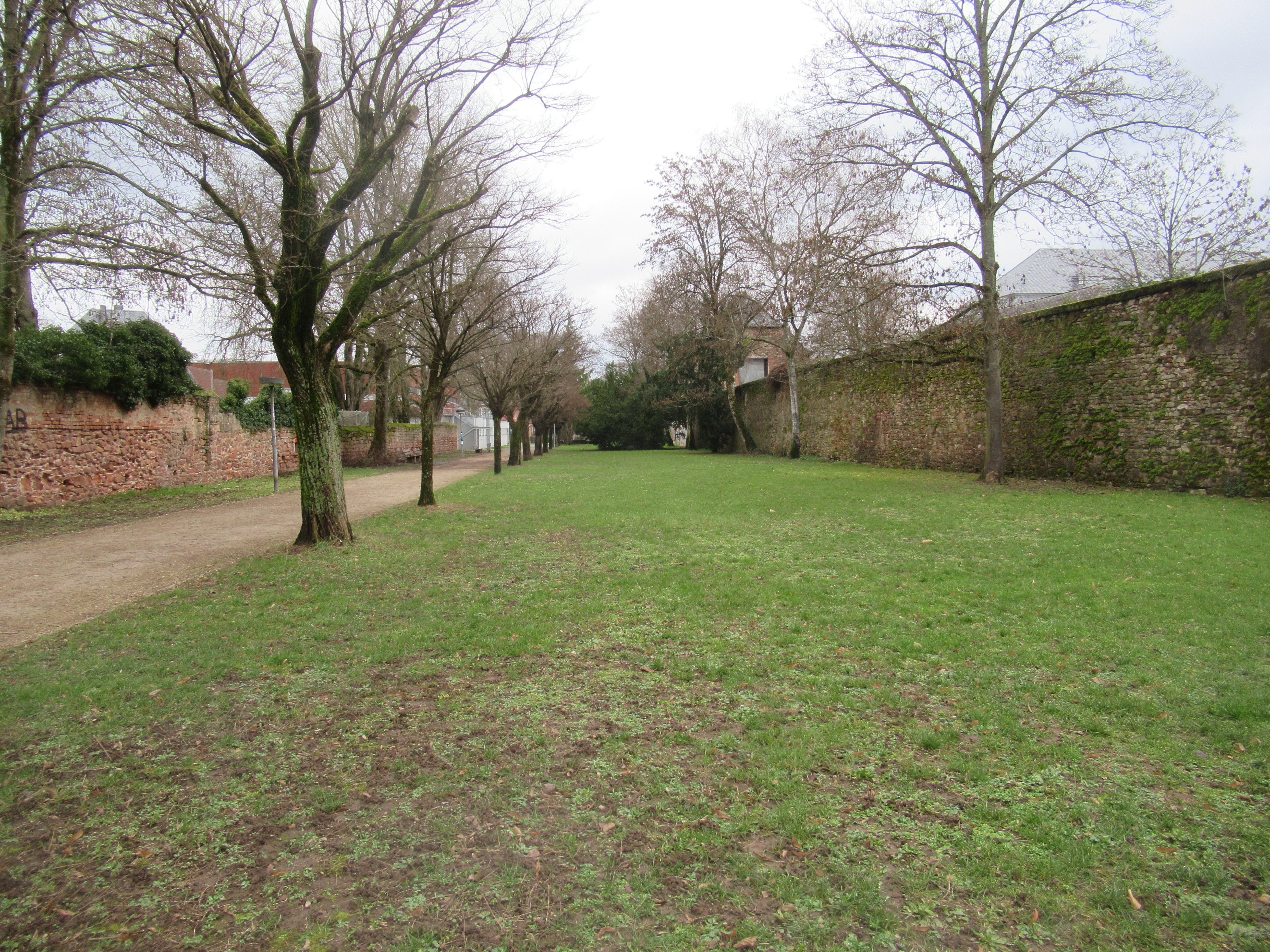
Schießgraben
Lage der Stadttore